# Emil Fafek
Emil Fafek (3. června 1922, Kuří – 4. srpna 1997 Praha) byl český reportážní fotograf.

## Život a dílo
Narodil se v rodině Emila Petra Fafka staršího (* 1885) a jeho manželky Eugeny, rozené Ottomanské. Jeho dědečkem byl inženýr Emil Fafek nejstarší a strýcem Petr Fafek, bývalý legionář a účastník protinacistického odboje.
Fotografoval od svých patnácti let. Vyučil se retušérem v tiskařském závodě Karel Neubert a synové, v roce 1942 byl totálně nasazen do Německa, odkud utekl roku 1944 zpět do Prahy. Fotografoval Pražské povstání v květnu 1945. Jeho snímky otiskl deník Mladá fronta, kde pak pracoval jako fotoreportér až do roku 1990.
V roce 1948 fotografoval únorové události, v následujících letech stavby mládeže, budování těžkého průmyslu a kolektivizaci. Dokumentoval také srpnovou okupaci v roce 1968, ale tyto snímky byly zveřejněny až po listopadu 1989. Fotografoval rovněž sport. Roku 1964 získal třetí cenu World Press Photo v kategorii sportovní fotografie.

## Publikace (výběr)
- FAFEK, Emil; NEFF, Ondřej. 40 let fotoreportérem. Praha: Mladá fronta, 1985.